# Marienburg Monheim

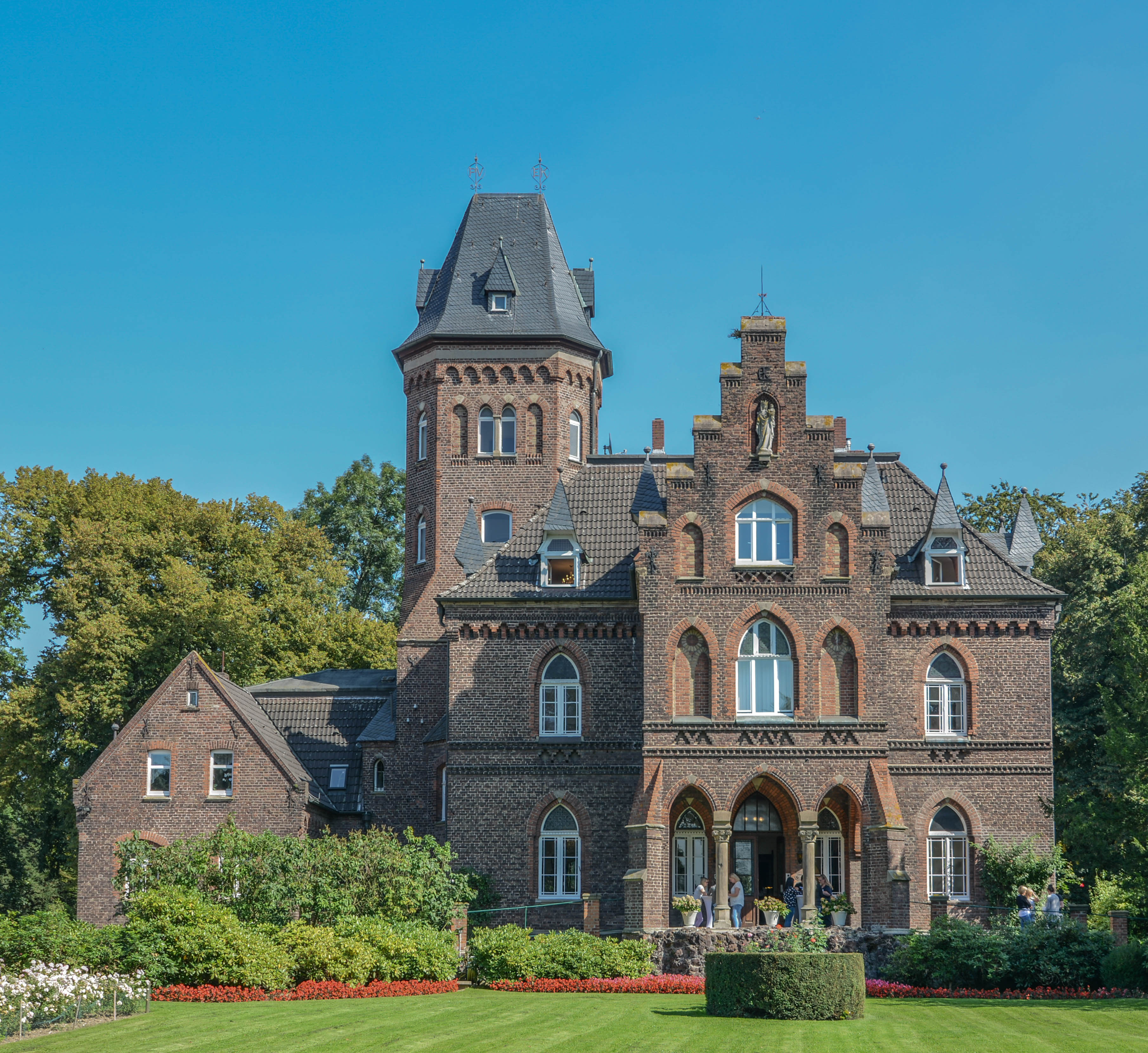
Frontansicht der Marienburg (September 2016)

Marienburg, Zeichnung von 1881

Die Marienburg ist ein im Privatbesitz befindliches, als Landhaus errichtetes Backsteingebäude in der Stadt Monheim am Rhein. 
Zu dem Gebäude gehört ein im Stil eines Englischen Gartens angelegter Park mit altem Baumbestand, der sich im Besitz der Stadt Monheim befindet. Sowohl die Marienburg als auch der Park stehen unter Denkmalschutz.

## Geschichte
Das Landhaus wurde von 1879 bis 1880 nach einem Entwurf des Kölner Architekten August Carl Lange im Stil der Kölner Neugotik als Sommerwohnung für den Kölner Landgerichtsrat und Reichstagsabgeordneten Eugen von Kesseler errichtet. Der Bauherr wollte mit der Marienburg an den gleichnamigen Hauptsitz des Deutschen Ritterordens in Westpreußen erinnern.
Heute dient die Marienburg hauptsächlich als Tagungs- und Kongresszentrum sowie als Veranstaltungsort diverser Feierlichkeiten. Auch standesamtliche Trauungen sind in den Räumlichkeiten des Gebäudes möglich.

## Tagungszentrum
Anfang 2011 wurde die Marienburg Monheim zu einem Tagungszentrum. Es beinhaltet eine Grillakademie, ein Gästehaus sowie diverse Gastronomiebetriebe wie Whisky- und Wine Lounge und eine Tapas-Bar.
Die Marienburg Monheim kann auch für Hochzeiten und anderen private Feierlichkeiten gebucht werden.